# Cocalodes
Cocalodes là một chi nhện trong họ Salticidae.